# Större fikonpapegoja
Större fikonpapegoja (Psittaculirostris desmarestii) är en fågel i familjen östpapegojor inom ordningen papegojfåglar.

## Utseende och läte
Större fikonpapegoja är en medelstor knubbig papegoja med rödaktig panna, orangefärgad hjässa, gul kind och blått eller lila i ett band över bröstet. Den tros inte dela utbredningsområde med liknande rödskäggig fikonpapegoja och gulskäggig fikonpapegoja, men skiljer sig genom större storlek, bröstbandet och den gula kinden. Lätet består av ett vasst och ljudligt "tschek!" eller en likaledes vass och böjd fras som låter lite likt en gnisslande rostig grind.

## Utbredning och systematik
Fågeln delas in i sex underarter:
- desmarestii-gruppen
  - blythii – förekommer på Misool Island (Västpapua)
  - occidentalis – förekommer på västra Vogelkophalvön, och öarna Salawati och Batanta
  - desmarestii – förekommer i Västpapua
- godmani – förekommer i södra låglänta delen av västra och centrala Nya Guinea (Mimika River till Fly River)
- cervicalis – förekommer på sydöstra Nya Guinea (Fly River, östligaste Papua Nya Guinea)

## Levnadssätt
Större fikonpapegoja hittas i skogsområden från lågland till medelhöga bergstrakter. 

## Status
IUCN bedömer hotstatus för underartsgrupperna var för sig, alla tre som livskraftiga.

## Namn
Fågelns vetenskapliga artnamn hedrar den franske zoologen Anselme Gætan Desmarest (1784-1838).

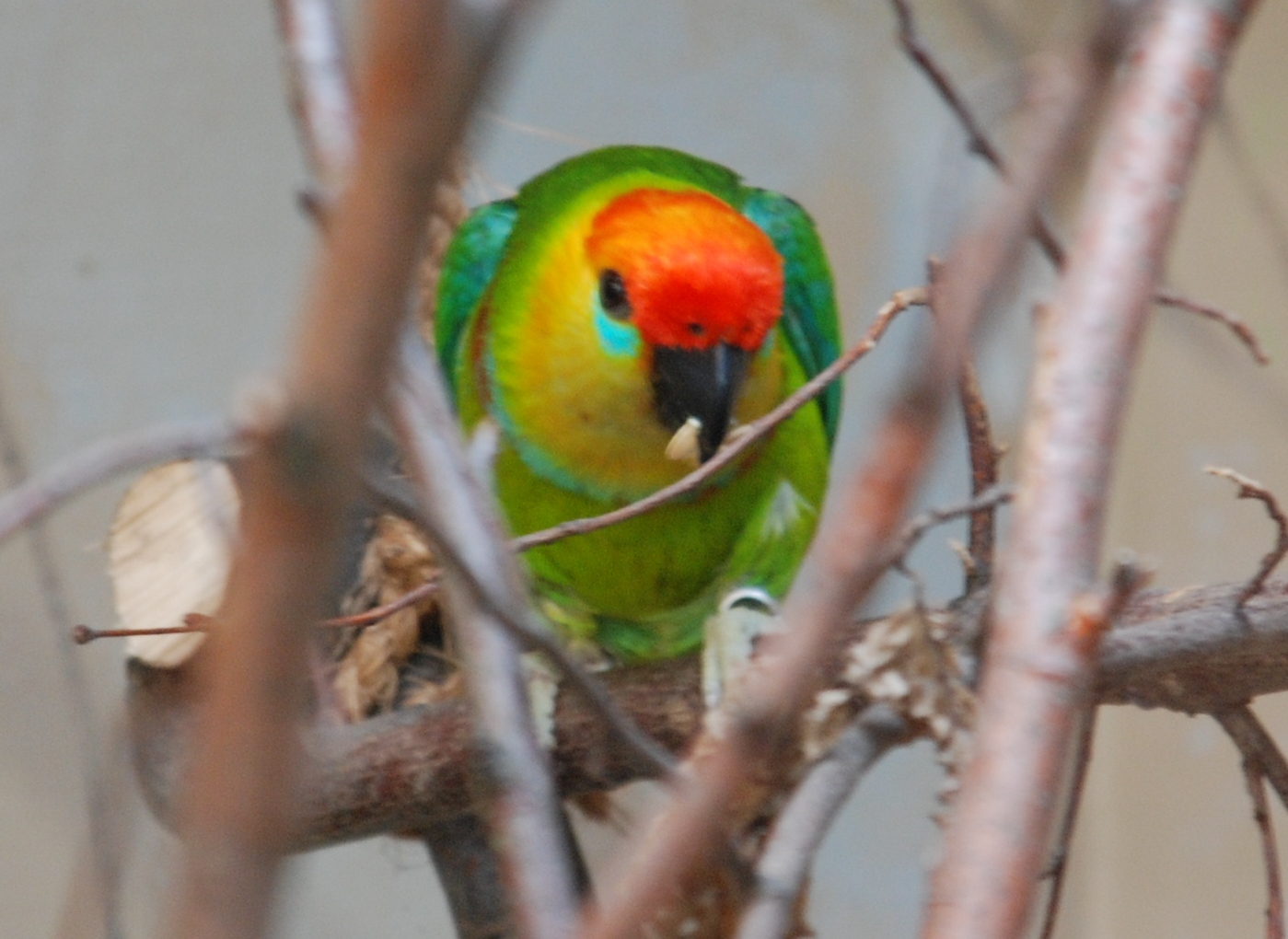